# Schwules Museum
Lo Schwules Museum ("museo omosessuale") è un museo che si trova a Berlino, dedicato all'omosessualità. Aperto il 6 dicembre 1985, espone in una mostra permanente la storia dell'omosessualità e degli omosessuali.

## Origini del museo
Scopo dei creatori del museo era l'esposizione al pubblico dei diversi aspetti della vita omosessuale e la creazione di un centro di ricerca scientifica sulla storia dell'omosessualità. Ciò al fine di diffondere atteggiamenti di tolleranza e accettazione sociale nei confronti degli omosessuali, di combattere contro le discriminazioni e di diffondere negli omosessuali la consapevolezza nella propria identità.
Primo passo verso la creazione del museo fu la mostra "Eldorado", allestita nel 1984 al Berlin-Museum, che costituì la prima ricerca scientifica sull'omosessualità ad essere esposta al grande pubblico. Visto il successo della mostra, si decise di tramutarla in esposizione permanente in un museo appositamente costituito, per il quale venne creata nel 1985 al fondazione "Verein der Freunde eines Schwulen Museums in Berlin e.V.".

## Mostra permanente
A partire dal dicembre 2004 viene esposta la mostra permanente "Selbstbewusstsein und Beharrlichkeit. 200 Jahre schwule Geschichte", che presenta i modi utilizzati dagli omosessuali per vivere all'interno della società, nel periodo dal 1790 al 1990. Parallelamente vengono esposti i mezzi legali (come il noto paragrafo 175 del codice penale tedesco) utilizzati dalle autorità per perseguire i comportamenti omosessuali.

## Esposizioni temporanee
Oltre alla mostra permanente, il museo organizza anche esposizioni temporanee, che solitamente trattano dell'omosessualità in determinati periodi storici, come la mostra "Goodbye to Berlin. 100 Jahre Schwulenbewegung", allestita nel 1997 alla Akademie der Künste a Berlino-Tiergarten o la mostra "Verfolgung homosexueller Männer in Berlin 1933 – 45", allestita in collaborazione con il Campo di concentramento di Sachsenhausen.
Vengono anche allestite mostre dedicate a personaggi famosi, come Oscar Wilde, Marlene Dietrich, Rainer Werner Fassbinder, Michel Foucault e Thomas Mann, che illustrano le difficoltà che incontrarono a causa del loro orientamento sessuale.

## Archivio
Nell'archivio del museo sono conservate pubblicazioni tedesche ed estere, a partire dal 1896, che trattano il tema dell'omosessualità.